# Belá nad Cirochou
Belá nad Cirochou (Hongaars:Cirókabéla) is een Slowaakse gemeente in de regio Prešov, en maakt deel uit van het district Snina.
Belá nad Cirochou telt 3318 inwoners.

## Geboren
- Ján Mucha (5 december 1982), voetballer

Belá nad Cirochou · Brezovec · Čukalovce · Dlhé nad Cirochou · Dúbrava · Hostovice · Hrabová Roztoka · Jalová · Kalná Roztoka · Klenová · Kolbasov · Kolonica · Ladomirov · Michajlov · Nová Sedlica · Osadné · Parihuzovce · Pčoliné · Pichne · Príslop · Runina · Ruská Volová · Ruský Potok · Snina · Stakčín · Stakčínska Roztoka · Strihovce · Šmigovec · Topoľa · Ubľa · Ulič · Uličské Krivé · Zboj · Zemplínske Hámre